# (9613) 1993 BN3
1993 بي أن 3 (ويعرف أيضًا باسم (9613) 1993 بي أن 3 وفق تسمية الكوكب الصغير) (بالإنجليزية: 1993 BN3)‏ هو كويكب ضمن حزام الكويكبات؛ وترتيبه 9613 من حيث الاكتشاف.
اكتُشف هذا الجُرم الفلكي بواسطة Thomas J. Balonek ‏ في 26 يناير 1993.

## وصلات خارجية
- (9613) 1993 BN3 في قاعدة بيانات مختبر الدفع النفاث لأجرام النظام الشمسي الصغيرة

- الاكتشاف · مخطط المدار ·  العناصر المدارية · المعلمات المادية

- (9613) 1993 BN3 على موقع ويكي سكاي: DSS2, SDSS, GALEX, IRAS, Hydrogen α, X-Ray, Astrophoto, Sky Map, Articles and images